# Elçin Sangu
Elçin Sangu (İzmir, 13 de agosto de 1985)y es una actriz, modelo y cantante turca.

## Biografía y carrera
Elçin Sangu nació el 13 de agosto de 1985 como hija única de una familia circasiana de İzmir en la costa occidental de Turquía. Se graduó del departamento de ópera de la Universidad de Mersin y tomó clases de actuación en la escuela de teatro Sahne Tozu.
Inició su carrera como actriz en 2011, cuando fue seleccionada para interpretar el papel de Jale en la serie dramática de Kanal D Öyle Bir Geçer Zaman ki, donde también tuvo que cantar y tocar el piano, demostrando su talento musical. Entre 2012 y 2013, interpretó el papel principal de Nehir en Aşk Kaç Beden Giyer. Entre 2013 y 2014 encarnó a Eda en Bir Aşk Hikayesi, una adaptación de la serie de televisión surcoreana I'm Sorry, I Love You. En 2014 interpretó el papel de Güzide en la serie dramática de corte histórico Kurt Seyit ve Şura, filmada en Rusia, Ucrania y Turquía. Tras otro papel protagónico en la producción de 2015 del canal ATV Sevdam Alabora, integró el elenco principal de la serie Kiralık Aşk el mismo año. En 2016 se convirtió en la imagen principal de la marca de productos de protección facial Sunsilk y de la marca de prendas de vestir Boyner.
La popular comedia romántica Kiralık Aşk fue emitida por Star TV hasta su finalización en enero de 2017. Su desempeño en la serie fue blanco de elogios. En 2017 se reportó que Sangu participaría en una nueva serie de televisión emitida por Kanal D. Ese mismo año en agosto, Sangu y Bariş Arduç hicieron parte del elenco de la película Mutluluk Zamanı (titulada anteriormente como Yanımda Kal y Gitme Sen!).

## Vida personal
Sangu tiene desde hace algunos años una relación con Yunus Özdiken, quien trabaja en una empresa privada fuera del mundo del arte y el entretenimiento.

## Filmografía

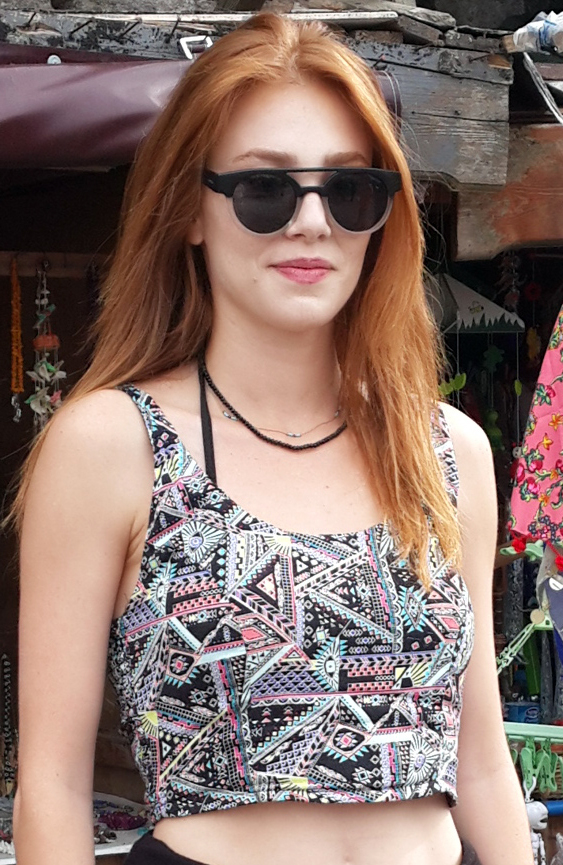
Elçin Sangu en 2015.

### Televisión
| Año       | Título                  | Papel       | Notas             |
| --------- | ----------------------- | ----------- | ----------------- |
| 2011      | Öyle Bir Geçer Zaman Ki | Jale        |                   |
| 2012-2013 | Aşk Kaç Beden Giyer     | Nehir       |                   |
| 2013-2014 | Bir Aşk Hikayesi        | Eda Çağlar  | Elenco principal  |
| 2014      | Kurt Seyit ve Şura      | Güzide      | Actriz de reparto |
| 2015      | Sevdam Alabora          | Zeynep      | Protagonista      |
| 2015-2017 | Kiralık Aşk             | Defne Topal | Protagonista      |
| 2018      | Yaşamayanlar            | Mia         | Protagonista      |
| 2018-2019 | Çarpışma                | Zeynep Tunç | Protagonista      |
| 2020      | İyi Günde Kötü Günde    | Leyla       | Protagonista      |
| 2021      | Yalancilar ve mumlari   | Ceyda       | Protagonista      |
| 2022      | Cop Adam                | Peri        | Protagonista      |

### Cine
| Año  | Título          | Papel | Notas        |
| ---- | --------------- | ----- | ------------ |
| 2017 | Mutluluk Zamanı | Ada   | Protagonista |

### Vídeos musicales
| Año  | Arista        | Título de la canción |
| ---- | ------------- | -------------------- |
| 2014 | Toygar Işıklı | "Söz Olur"           |
| 2017 | Barış Arduç   | "Bu Su Hiç Durmaz"   |